# Sebastes flammeus
Sebastes flammeus és una espècie de peix pertanyent a la família dels sebàstids i a l'ordre dels escorpeniformes.

## Descripció
Fa 50 cm de llargària màxima i, morfològicament parlant, és similar a Sebastes aleutianus i Sebastes melanostictus.

## Reproducció
És de fecundació interna i vivípar.

## Alimentació
El seu nivell tròfic és de 3,1.

## Hàbitat i distribució geogràfica
És un peix marí i batidemersal (entre 300 i 500 m de fondària), el qual viu al Pacífic nord-occidental: el nord del Japó, incloent-hi les muntanyes submarines Milwaukee, Kimmei i Koko.

## Observacions
És inofensiu per als humans i el seu índex de vulnerabilitat és d'alt a molt alt (69 de 100)